# Victor Loughead
Victor Loughead född i Kalifornien, var en amerikansk flygpionjär.
När hans föräldrar John och Flora Loughead separerade flyttade han med sin mamma och syskon till Santa Barbara. Senare flyttade familjen till ett jordbruk utanför Alma i Kalifornien där bröderna Loughead såg professor John J. Montgomery genomföra sina experiment med glidflygplan.
Victor som var mycket intressersad i bilar och flygplan flyttade från familjen till Chicago, där han kom i kontakt med bilhandlaren James E. Plew medan halvbrodern Allan lämnade hemmet 1906 för ett jobb som mekaniker med en lön på 6 dollar i veckan. När flygningen slog igenom 1910 drabbades även Allan av flygfebern. 
Victor övertalade Plew att inskaffa rättigheterna för Montgomerys glidflygplan samt att köpa ett av Curtiss dubbeldäckade flygplan med skutande propeller. Som mekaniker anställdes Allan som fick i uppdrag att bygga om Montgomerys glidflygplan till ett motorflygplan. 1909 skriver Victor boken Vehicles of the Air som väckte uppmärksamhet och blev en av de första böckerna som beskrev den moderna amerikanska flygplanskonstruktionen och flygets historia från 1900-1909.